# Fadershanden leder mig
Fadershanden leder mig är en körsång med text och musik från 1933 av Gösta Blomberg.

## Publicerad i
- Frälsningsarméns sångbok 1968 som nr 161 i kördelen under rubriken "Jubel, strid och erfarenhet".
- Frälsningsarméns sångbok 1990 som nr 822 under rubriken "Glädje, vittnesbörd, tjänst".
- Sångboken 1998 som nr 163.